# Gennagyij Ivanovics Geraszimov
Gennagyij Ivanovics Geraszimov (oroszul: Геннадий Иванович Герасимов; Jelabuga, 1930. március 3. – Moszkva, 2010. szeptember 14.) a Szovjetunió utolsó, majd a modern Oroszország első portugáliai nagykövete, 1990 és 1995 között. Korábban a nemzetközi politikai színtéren Mihail Gorbacsov külügyi szóvivőjeként, majd Eduard Sevardnadze sajtótitkáraként szerzett széles körű ismertséget.
Őt tartják a "Sinatra-doktrína" első meghirdetőjének és képviselőjének – ez volt a Gorbacsov irányítása alá került Szovjetunió korszakos, az állam addigi külpolitikai irányvonalával szembeforduló új irányelve, melynek lényege az volt, hogy a Szovjetunió a továbbiakban nem kíván beavatkozni a Varsói Szerződés más tagállamainak belügyeibe, tiszteletben tartva a szuverenitásukat. Egy alkalommal, amikor Gorbacsov 1987-es, prágai látogatása során megkérdezték tőle, hogy véleménye szerint mi a különbség a „prágai tavasz” és a peresztrojka között, válaszként annyit mondott: "Tizenkilenc év".
1990-ben egy amerikai központú szakmai szervezet az év szóvivőjének választotta.

## Fordítás
Ez a szócikk részben vagy egészben  a   Gennadi Gerasimov című angol Wikipédia-szócikk fordításán alapul.  Az eredeti cikk szerkesztőit annak laptörténete sorolja fel. Ez a jelzés csupán a megfogalmazás eredetét és a szerzői jogokat jelzi, nem szolgál a cikkben szereplő információk forrásmegjelöléseként.